# Trychosis ambigua
Trychosis ambigua är en stekelart som först beskrevs av Tschek 1871.  I den svenska databasen Dyntaxa används istället namnet Thrycosis mesocastana. Enligt Catalogue of Life ingår Trychosis ambigua i släktet Trychosis och familjen brokparasitsteklar, men enligt Dyntaxa är tillhörigheten istället släktet Thrycosis och familjen brokparasitsteklar. Arten är reproducerande i Sverige. Inga underarter finns listade i Catalogue of Life.